# Verbascum kotschyoides
Verbascum kotschyoides är en flenörtsväxtart som beskrevs av Hub.-mor.. Verbascum kotschyoides ingår i släktet kungsljus, och familjen flenörtsväxter. Inga underarter finns listade i Catalogue of Life.